# ファンタン
ファンタン（広東語 番攤、faan1taan1）とはカジノゲームの一種である。中国のマカオなどで人気がある。

## 概要
ファンタンは正方形のテーブルとボタンなどを使って行う、数の余りを当てるギャンブルである。白いボタンを使うことが多いが、コインや碁石などで行うこともある。ルールは金属製のお碗を数が不明の数十個のボタンの山にかぶせ、客が碗の中のボタンの数を4で割った余りが0個から3個のいずれかであるかを、テーブルに書かれた1から4（余りなし）の数字の上に掛け金を置いて賭ける。賭け終わると、竹べらを用いて4個ずつならべてゆき、最後に残るボタンの数が賭けた数と合えば勝ちとなり、元手の他、3倍の配当となる。手取りはバンカーの手数料を引いて3.75倍とされる例が多い。また、賭ける際に1から4のいずれかを選ぶ以外に、例えば1と2の間に掛け金を置くと、1または2に賭けたことになるが、配当は半減する。

## 歴史
発生の時期は不明であるが、用意する用具が簡単なため、19世紀までに広東省で流行していた賭博のひとつである。元々は広東のものとして「広攤」と呼ばれたが、当初は空豆やビーズなどの数当てであった。アメリカのゴールドラッシュの時期には多くの中国人が広東省から移住したため、アメリカにも伝えられ、19世紀末のサンフランシスコやニューヨークのチャイナタウンでも賭場が開かれ、盛んに賭けられていた。
その後、もっと複雑な麻雀や牌九に流行が移ると、衰退した。現在、中国での賭博は禁止されているため、マカオのカジノで行われているものが主である。

## カードゲーム
通常のトランプのうち、エースから8までの計32枚を使って行うゲームにもファンタンと呼ぶものがある。